# Garcirrey
Garcirrey ist eine westspanische Kleinstadt und eine Gemeinde (municipio) mit 55 Einwohnern (Stand: 2024) in der Provinz Salamanca in der Region Kastilien und León. Neben dem Hauptort Garcirrey gehören zur Gemeinde die Ortschaften 	Alcornocal, Ardonsillero, Berrocalejo, Casasola, Moral de Castro, Valdelama und Vilvis sowie die Wüstung Villarejo.

## Lage und Klima
Die ca. 815 m hoch gelegene Gemeinde Garcirrey befindet sich im Süden der altkastilischen Hochebene (meseta). 
Die Stadt Salamanca ist knapp 40 Kilometer in ostnordöstlicher Richtung entfernt. Das Klima im Winter ist durchaus kühl; die geringen Niederschlagsmengen fallen – mit Ausnahme der nahezu regenlosen Sommermonate – verteilt übers ganze Jahr.

## Bevölkerungsentwicklung
| Jahr      | 1970 | 1981 | 1991 | 2001 | 2011 | 2021 |
| Einwohner | 242  | 182  | 115  | 105  | 82   | 58   |

Der kontinuierliche Bevölkerungsrückgang der Gemeinde basiert im Wesentlichen auf dem Zuzug der durch die Mechanisierung der Landwirtschaft und der Aufgabe bäuerlicher Kleinbetriebe arbeitslos gewordenen Landbevölkerung (Landflucht), die günstigen Wohnraum nahe der Großstadt Salamanca suchte.

## Sehenswürdigkeiten
- Kirche Darstellung des Herrn (Iglesia Parroquial de Nuestra Señora del Buen Suceso)
- Herrenhaus der Markgrafen von Canillas

Kirche Darstellung des Herrn
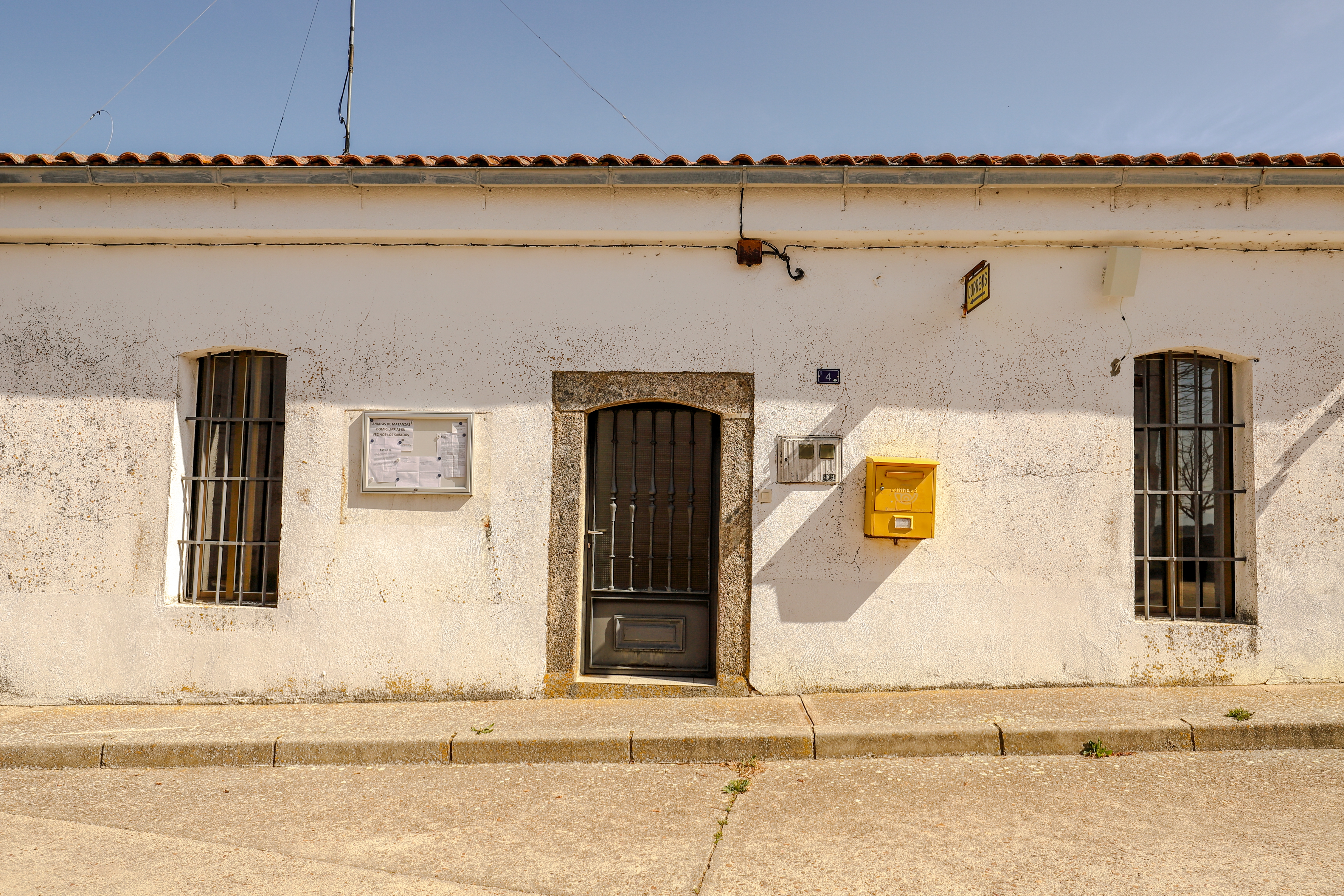
Rathaus